# Paul Maximilian Pira
Paul Maximilian Pira (* 1991 in Kassel) ist ein deutscher Schauspieler.

## Leben
Pira wuchs in Bonn, München, Düsseldorf und Berlin auf. Nach dem Abitur absolvierte er den Zivildienst in Berlin und begann im Anschluss daran ein Schauspielstudium am Schauspielinstitut Hans Otto, das 1992 als Fachbereich an die Hochschule für Musik und Theater „Felix Mendelssohn Bartholdy“ Leipzig angegliedert wurde. Im Zuge seiner Ausbildung war er von 2015 bis 2017 am neuen theater Halle beschäftigt.
Ab der Spielzeit 2017/18 war er bis 2021 festes Ensemblemitglied am E.T.A.-Hoffmann-Theater in Bamberg. Er spielte dort Rollen des klassischen und modernen Theaterrepertoire und arbeitete dort u. a. mit Sibylle Broll-Pape, Daniel Kunze, Robert Teufel, Frank Behnke, Sebastian Schug und Brit Bartkowiak zusammen.
Zu seinen klassischen Bühnenrollen am E.T.A.-Hoffmann-Theater gehörten u. a. Demetrius in Ein Sommernachtstraum, Hamlet und Herzog Orsino von Illyrien in Was ihr wollt.
2012 wirkte er in der Kinoverfilmung des Thrillers The Child (Das Kind) von Sebastian Fitzek sowie beim Kinodebüt von Franziska Schlotterer Ende der Schonzeit im Schwarzwald mit. Als Schauspieler agierte er 2017 in der Folge „Eiskalt“ der ZDF-Krimiserie SOKO Stuttgart und 2018 im Tatort: Ein Tag wie jeder andere. Außerdem gehörte er zum Darstellerensemble des Kinofilms Der Passfälscher von Maggie Peren, der im Februar 2022 im Rahmen der Internationalen Filmfestspiele Berlin seine Premiere hatte.
Seit 2021 lebt Pira in Berlin.

## Filmografie (Auswahl)
- 2012: Das Kind
- 2012: Ende der Schonzeit
- 2017: SOKO Stuttgart: Eiskalt (Fernsehserie, eine Folge)
- 2022: Der Passfälscher
- 2024: Im Netz der Gier
- 2025: SOKO Leipzig: Nur ein Foto (Fernsehserie, eine Folge)

## Theaterrollen (Auswahl)
- 2017: Anne (nach Tagebuch der Anne Frank) von Jessica Durlacher und Leon de Winter, Neues Theater Halle, Rolle: Hello (Helmut Silberberg)
- 2017: Schneewittchen und die 7 Zwerge nach den Gebrüdern Grimm, Neues Theater Halle, Rollen: Sprengzwerg Donnerstag, Kammfrau
- 2017: Wir sind keine Barbaren von Philipp Löhle, Neues Theater Halle, Chormitglied
- 2017: Romeo und Julia von William Shakespeare, Neues Theater Halle, Rollen: Balthasar, Peter
- 2017: Frühlings Erwachen von Frank Wedekind, Fassung: Nuran David Calis, Neues Theater Halle, Rolle: Gymnasiast Ernst Röbel
- 2017: Ein Schaf fürs Leben von Maritgen Matter, Thalia Theater Halle, Rolle: Wolf
- 2017: Angst essen Seele auf von Rainer W. Fassbinder, Neues Theater Halle, Rolle: Bruno
- 2017: König Lear von William Shakespeare, Neues Theater Halle, Rollen: König von Frankreich u. a.
- 2018: Engel in Amerika[3] von Tony Kushner, Regie: Sibylle Broll-Pape, E.T.A.-Hoffmann-Theater Bamberg, Rolle: Prior Walter
- 2018: Am Königsweg[4] von Elfriede Jelinek, Regie: Daniel Kunze, E.T.A.-Hoffmann-Theater Bamberg
- 2018: Lehman Brothers von Stefano Massini, Regie: Sibylle Broll-Pape, E.T.A.-Hoffmann-Theater Bamberg, Rolle: Bobbie Lehman
- 2018: Die Räuber von Friedrich Schiller, Regie: Robert Teufel, E.T.A.-Hoffmann-Theater Bamberg, Rolle: Spiegelberg
- 2018: Der Westen (Uraufführung)[5] von Konstantin Küspert, Ruhrfestspiele Recklinghausen, Rollen: Lucky Luke, Donald Trump, Xi Jinping
- 2018: Ein Sommernachtstraum von William Shakespeare, E.T.A.-Hoffmann-Theater Bamberg, Rolle: Demetrius
- 2018: Überfluss Wüste (Uraufführung) von Robert Woelfl, Regie: Daniel Kunze, E.T.A.-Hoffmann-Theater Bamberg, Rolle: Sebastian
- 2019: Kreise Visionen von Joël Pommerat, Regie: Frank Behnke, E.T.A.-Hoffmann-Theater Bamberg
- 2019: Hamlet von William Shakespeare, Regie: Sebastian Schug, E.T.A.-Hoffmann-Theater Bamberg, Rolle: Hamlet
- 2019: Der Reichskanzler von Atlantis von Björn SC Deigner, Regie: Brit Bartkowiak, E.T.A.-Hoffmann-Theater Bamberg, Rolle: Rudolf von Sebottendorf
- 2019: Bunbury von Oscar Wilde, Regie: Sebastian Schug, E.T.A.-Hoffmann-Theater Bamberg, Rollen: Lane, Merriman, Grisby, Oscar at the Station
- 2020: Das Deutschland (Uraufführung), Autor und Regie: Bonn Park, E.T.A.-Hoffmann-Theater Bamberg, Rolle: Vater (Thumas)
- 2021: Was ihr wollt von William Shakespeare, Regie: Mia Constantine, E.T.A.-Hoffmann-Theater Bamberg/Calderón-Festspiele, Rolle: Herzog Orsino von Illyrien
- 2021: Der Schwalbenkönig von Stefan Hornbach, Künstlerische Leitung: Paul Maximilian Pira und Ramona Ullmann, Rolle: Philip